# James Brown Plays James Brown Today & Yesterday
James Brown Plays James Brown Today & Yesterday é o décimo segundo álbum de estúdio do músico americano James Brown. O álbum foi lançado em novembro de 1965 pela Smash Records.

## Faixas
| N.º | Título                              | Duração |  |
| 1.  | "Papa's Got a Brand New Bag, Pt. 1" | 3:53    |  |
| 2.  | "Papa's Got a Brand New Bag, Pt. 2" | 4:26    |  |
| 3.  | "Oh Baby Don’t You Weep"            | 6:46    |  |
| 4.  | "Try Me (Single Version)"           | 3:08    |  |
| 5.  | "Sidewinder"                        | 6:56    |  |
| 6.  | "Out of Sight"                      | 2:38    |  |
| 7.  | "Maybe the Last Time"               | 5:14    |  |
| 8.  | "Every Beat of My Heart"            | 5:02    |  |
| 9.  | "Hold It"                           | 4:38    |  |
| 10. | "A Song for My Father, Pt. 1"       | 2:18    |  |
| 11. | "A Song For My Father, Pt. 2"       | 1:48    |  |